# Хільперік I (король франків)
Хільперік І (фр. Chilpéric I; бл. 539–584) — король франків у 561–584 роках. Правив у Суассоні, а пізніше Парижі, тобто на землях Нейстрії та Аквітанії. Син Хлотара І та його другої дружини Арнегунди.

## Розділ Франкського королівства 561 року

Розділ Франкського королівства після смерті Хлотаря ІІ (561 р.)

Після смерті свого батька Хільперік заволодів значною частиною його скарбниці та, підкупивши впливових франків, намагався заволодіти більшою частиною Франкського королівства, зробивши своєю резиденцією Париж. Проте проти нього об'єднались три інших брати: Харіберт, Гунтрамн і Сігіберт, які вигнали його з Парижа. Після цього розподіл королівства відбувся за жеребом, а в його основу було покладено розділ 511 року. Харіберт отримав володіння Хільдеберта зі столицею в Парижі, Гунтрамн — Хлодомира в Орлеані, Сігіберт — Теодоріха в Реймсі, Хільперік — свого батька Хлотара в Суассоні.
Розділи 511 та 561 років не були рівнозначними, оскільки за 50 років до Франкського королівства були приєднані значні нові території. Гунтрамн отримав великі території Бургундії, тому поступився західною частиною Орлеанського королівства з містами Шартр, Тур, Пуатьє на користь Харіберта. Землі Сігіберта охоплювали володіння алеманів, а також деякі міста в Провансі (Марсель, Авіньйон), тож він також передав Харібертові частину володінь (міста Лімож, Кагор, Альбі). Тож володіння Харіберта відтепер простягались широкою смугою від Ла-Маншу до Піренеїв. Лише Хільперик отримав порівняно невеликий уділ: територію від Суассону до Па-де-Кале, а також Тулузу.

## Міжусобна війна з Сігібертом (561 рік)
Проте Хільперік не полишав надії розширити свої володіння за рахунок братів. Скориставшись тим, що Сігіберт вів війну з аварами, які напали на Франкську державу одразу після смерті Хлотаря І, він захопив Реймс та інші міста Австразії. Сігіберт, повернувшись з походу, відновив свою владу та почав облогу Суассона. Через деякий час столиця Хільперіка була захоплена, в полон потрапив його син Теодеберт. Сам Хільперік був розгромлений в битві та визнав відновлення колишніх кордонів уділів. Теодеберт протягом року утримувався Сігібертом у віллі Понтіон, а потім був відпущений до Суассону, отримавши щедрі подарунки та пообіцявши не вести війну проти дядька.

## Боротьба за спадщину Харіберта (568–577 роки)

Франкське королівство після смерті Харіберта

Після смерті Харіберта у 568 році його володіння були поділені між трьома братами. На три рівнозначні частини були розділені землі як північніше (Нейстрія), так і південніше Луари (Аквітанія). Париж розглядався як спільна столиця і не ввійшов до жодного з володінь. При цьому один з королів не міг входити до міста без згоди інших.
Проте Хільперік захопив Тур і Пуатьє, що згідно з угодою повинні були відійти Сігібертові. Сігіберт об'єднався проти нього з Гунтрамном. Воєначальник Гунтрамна Євній Муммол вигнав з Тура Хлодвіга — сина Хільперіка — та примусив народ принести присягу Сігібертові. Далі знищив військо мешканців Пуатьє на чолі з Базилієм та Сігарієм, повернувши місто законному власнику.
Хлодвіг після своєї втечі перебував у Бордо, куди Сігіберт підіслав до нього найманого вбивцю. Хлодвіг, тим не менше, зумів уникнути розправи та повернувся до батька. Розгніваний Хільперік у 573 році організував новий похід у долину Луари на чолі зі своїм старшим сином Теодебертом. Той, розбивши війська герцога Гундовальда поблизу Пуатьє, нещадно сплюндрував землі від Тура до Кагора. При цьому було спалено безліч церков, монастирів, вбито кліриків.
Наступного року Сігіберт організував похід у відповідь на цей напад, зібравши зарейнські племена. Спочатку Хільперік уклав союз із Гунтрамном, але останній після погроз Сігіберта відмовився від угоди. Війська двох братів стояли навпроти один одного на берегах Сени, проте після звістки про зраду Гунтрамна Хільперік відступив до околиць Шартра. Тут він попросив укласти мирну угоду, на що Сігіберт погодився. Згідно з нею Хільперік відмовився від незаконно захоплених територій та повернув їх Сігіберту.
На цьому, однак, боротьба двох братів не завершилась. Вже через рік, у 575 році, Хільперік знову намагається зробити Гунтрамна своїм союзником. Очевидно, що під час їхньої особистої зустрічі, Гунтрамн пообіцяв допомогти. Хільперік оранізував новий похід проти брата, спаливши території аж до Реймса. Сігіберт знову зібрав військо зарейнських народів та ввійшов до Парижу. В цей же час його воєначальники, герцоги Годегізил та Гунтрамн Бозон, зібрали військо з мешканців Тура та Шатодена і виступили проти Теодеберта, котрий продовжував перебувати в Північній Аквітанії. У битві військо Теодеберта було розбите, а сам він загинув.
Дізнавшись про цю втрату, а також про те, що Гунтрамн вкотре зрадив його, Хільперік сховався разом з родиною за стінами міста Турне. Сігіберт зайняв території від Парижа до Руана та збирався йти до Турне. Проте дружина Хільперіка Фредегунда підіслала двох вбивць, які підступно закололи Сігіберта під час походу на віллі Вітрі. Хільперік з почестями поховав свого брата спочатку у селі Ламбре, а потім переніс його рештки до суассонської базиліки, де була могила Хлотаря І.

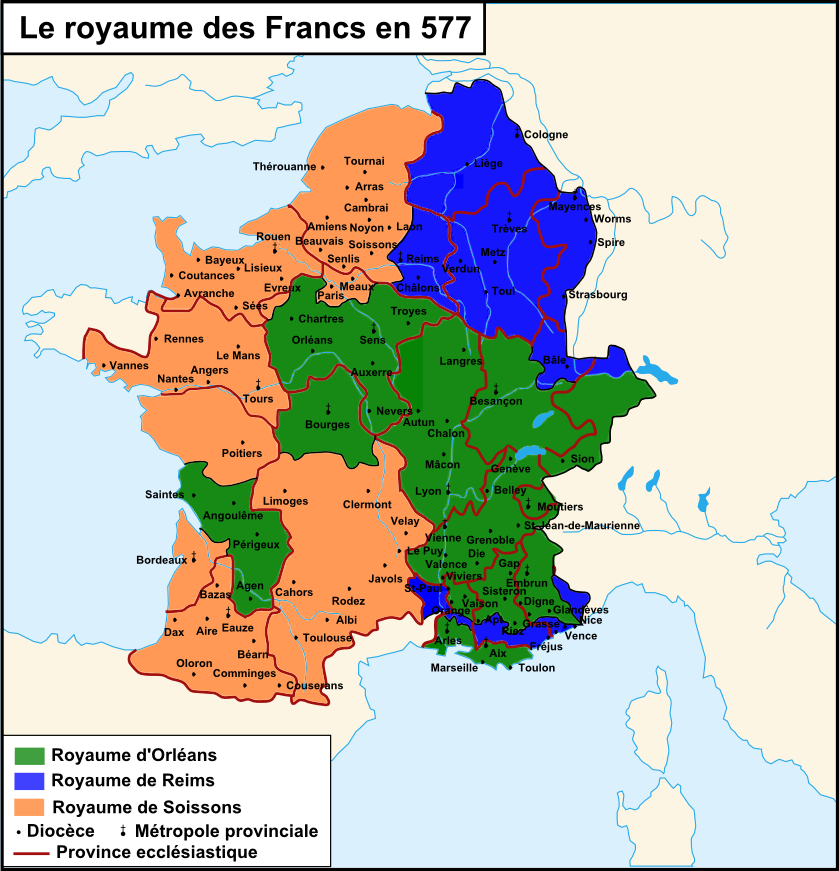
Франкське королівство у 577 р.

Війська Хільперіка зайняли Париж та Руан, а його син Хлодвіг у 576 році був направлений в басейн Луари та захопив обширний регіон з містами Анжер, Тур та Сент. Проте подальше просування суассонської армії було зупинено під Ліможем, де полководець Гунтрамна Євній Муммол розгромив герцога Дезідерія. При цьому останній втратив 24 тис. воїнів, в той час як Муммол — лише 5 тис.. У 577 році Хільперік захопив також і Пуатьє, що належав до володінь Австразії. Таким чином, внаслідок майже десятирічної боротьби Хільперік зміг отримати владу над усіма володіннями Харіберта.

## Взаємостосунки з Бургундією та Австразією (577–584 роки)
Після смерті Сігіберта Бургундія на чолі з Гунтрамном та Австразія, де став правити син Сігіберта Хільдеберт II, уклали у 577 році між собою союз, вимагаючи від Хільперіка повернути незаконно захоплені території. Проте вже у 581 році це рішення було змінено. Внаслідок переговорів між послом Австразії, єпископом реймським Егідієм, та Хільперіком був укладений союзницький договір, скріплений обміном подарунків. Хільперік оголосив, що визнає Хільдеберта своїм спадкоємцем.
Отримавши підтримку з боку австразійської знаті, Хільперік у 581 році розпочав бойові дії проти Гунтрамна. Війська герцога Дезідерія захопили міста Періге та Ажен в Центральній Аквітанії. Герцог Рагновальд — намісник Гунтрамна — був розбитий.
З цього часу стосунки між братами загострились. У 582 р. справа ледь не дійшло до масштабної війни, коли піддані Гунтрамна вбили прикордонну сторожу Хільперіка на річці Орж. Лише вибачення Гунтрамна припинили збір війська Хільперіком.
Нарешті у 583 році Хільперік зважився на рішучі дії. Отримавши від єпископа Егідія підтвердження союзницьких відносин з Австразією, він розпочав бойові дії у володіннях Гунтрамна. Герцоги Берульф, Дезідерій і Бладаст з різних сторін оточили Бурж, а Хільперік виступив через Париж до фортеці Мелен. Під загрозою з двох боків опинилась резиденція Гунтрамна Орлеан. Мешканці Буржа та околиці змогли виставити проти Хільперіка військо у 15 тис. чол. Біля фортеці Шатомеян відбулась запекла битва, в якій з обох боків загинуло не менше 7 тис. чол. Війська герцогів дійшли до Буржа та нещадно спустошили місцевість навколо нього. Гунтрамн на чолі великого війська в цей час виступив проти свого брата та знищив під час битви значну частину його сил. Наступного дня був укладений мир, що відновлював довоєнні кордони. Той, хто порушить умови договору, мав заплатити штраф.

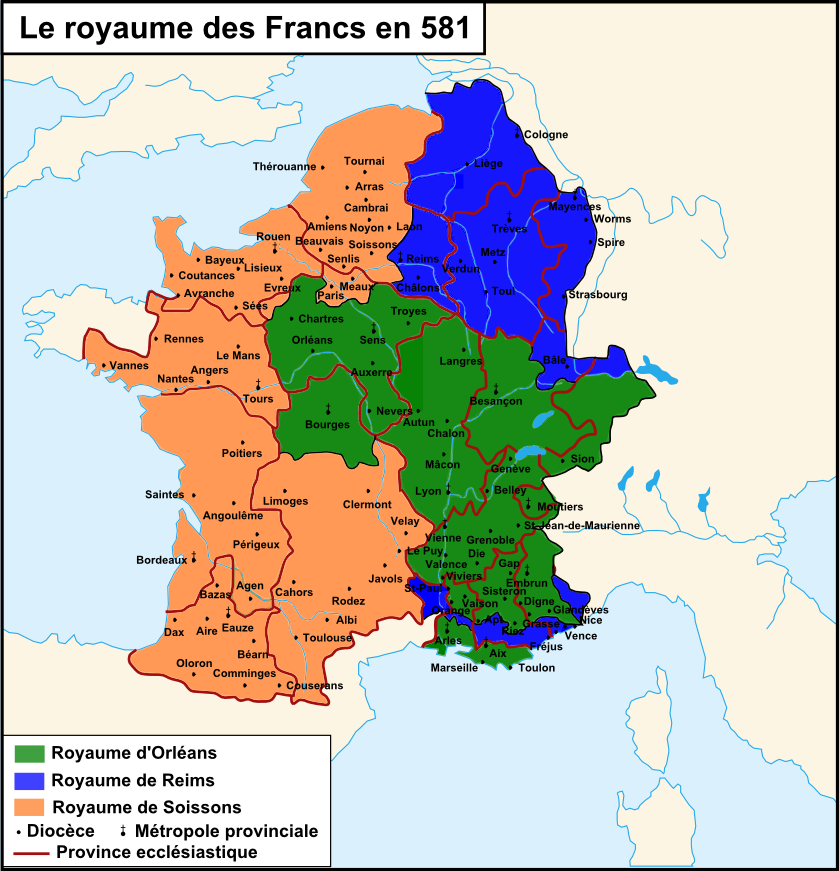
Франкське королівство у 581 р.

Під час цього конфлікту війська Австразії перебували у бойовій готовності, проте не починали воєнних дій. Після довгого часу бездіяльності звичайні франки збунтувались проти Егідія та інших можновладців, звинувативши їх в тому, що вони намагаються передати Австразію під владу Хільперіка. Егідій втік до Реймсу.
Маятник стосунків знову змінився і 584 року Хільдеберт ІІ відновив союз із Гунтрамном. Наляканий тим, що вони зможуть виступити проти нього з метою відібрати незаконно захоплені території, Хільперік сховався із скарбницею у Камбре, проте чутки не виправдались.

## Конфлікт з Меровеєм
Після вбивства Сігіберта Хільперік захопив його дружину Брунгільду, котра перебувала в Парижі під час походу свого чоловіка. Брунгільду було відправлено в Руан у вигнання, а її доньки утримувались у місті Мо поблизу Парижа. Невдовзі Брунгільда вийшла заміж за сина Хільперіка Меровея, хоча проти цього був сам король.
Під час перебування Хільперіка в Руані 576 року відбувся заколот в його резиденції — Суассоні. Група франкських можновладців, що перейшли після загибелі Сігіберта на службу до Хільперіка, організували змову, захопили Суассон та вигнали з нього Фредегунду з дітьми. Однак дуже швидко Хільперік зміг їх розгромити та повернути владу над містом. Король несправедливо запідозрив свого сина Меровея в організації цієї інтриги та взяв його під варту.
Меровей невдовзі був пострижений у монахи, але втік і переховувався довгий час в Турі у храмі св. Мартіна. Хільперік спільно з Фредегундою декілька разів погрожував знищити храм у разі, якщо Меровей не буде їм виданий, а також підсилали до нього вбивць.
Оголошений Хільперіком своїм ворогом, Меровей протягом двох років блукав по володінням франків. Деякий час він перебував в полоні у Гунтрамна, проте йому вдалося втекти. Намагався він повернутись до Брунгільди, що тоді вже повернулась до Реймсу, де королем був проголошений її малолітній син Хільдеберт. Проте можновладці Австразії, які насправді керували країною, відмовили йому. Меровей був змушений таємно проживати у Реймсі. Хільперік з метою захопити сина в полон організував напад на Шампань, що входила до складу Австразії, проте не домігся результату.
Вдалішими були інтриги Фредегунди. Їй вдалося, як було вже не раз, хитрістю заманити Меровея до пастки та ув'язнити. Знаходячись під охороною, Меровей у 577 році покінчив життя самогубством, хоча згідно з іншою версією був убитий за наказом Фредегунди.

## Внутрішня політика
Реформував податкову систему. Запровадив 579 року нові поземельні та подушні податки, в тому числі десяту частину врожаю. Це викликало масові заворушення та міграцію населення з володінь Хільперіка. У Ліможі населення міста намагалось вбити рефендарія Марка, якого прислав сюди король. Міщани спалили податкові книги. Проте прислане військо Хільперіка жорстоко придушило заколот. Податкові книги були відновлені.
У 577 році побудував цирки в Парижі та Суассоні задля розваги народу.

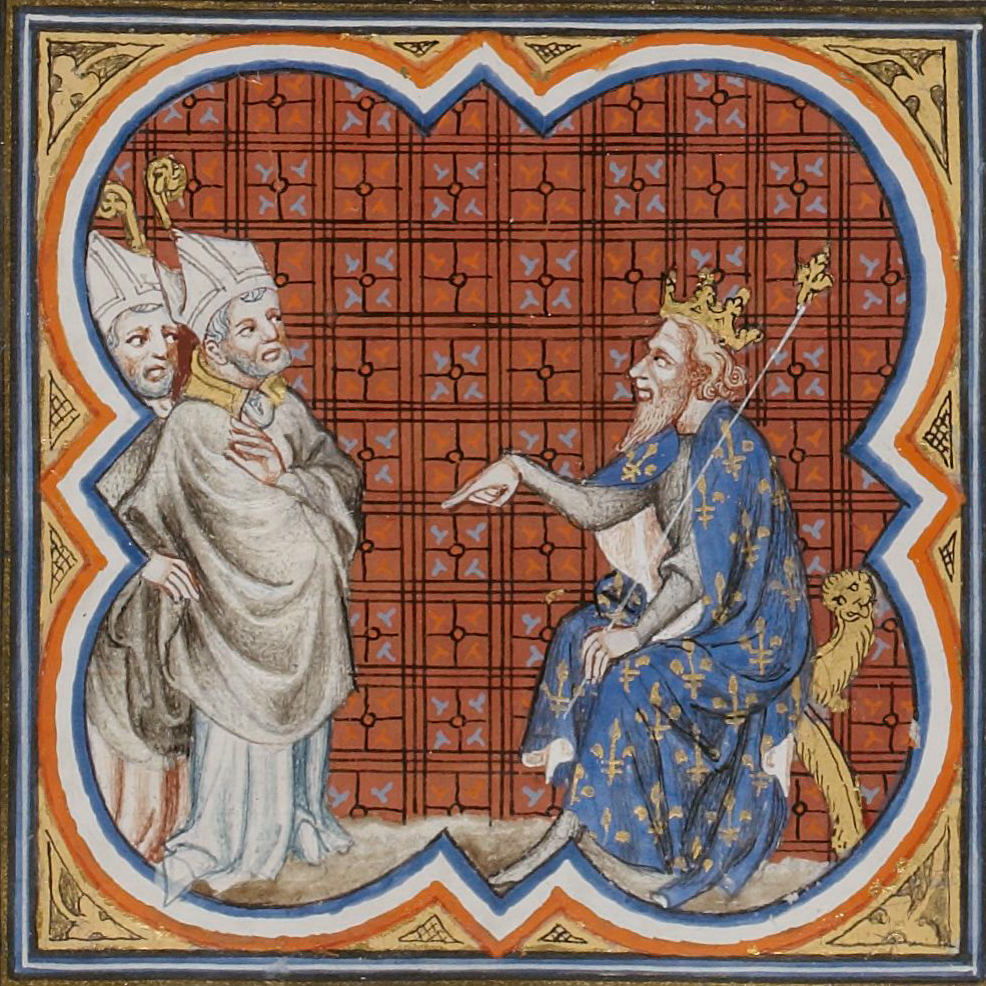
Григорій Турський та єпископ Сальвій перед Хільперіком І

Безцеремонно втручався у справи церкви. Заарештував єпископа руанського Претекстата та утримував його в ув'язненні. Накладав штрафи на дрібних церковнослужителів та бідняків, приписаних до церкви, за їхня неучасть у військових походах. У цьому зв'язку характерним є вислів єпископа Періге Хартерія про те, що коли місто перейшло з-під влади Гунтрамна до Хільперіка, то він ніби спустився з раю до аду.
В той же час сприяв поширенню християнства. У 582 році наказав охрестити багатьох юдеїв.

## Зовнішня політика

### Боротьба з бретонцями
У 578 році Хільперік направив свого герцога на чолі військ, сформованих з мешканців Тура, Пуатьє, Байо, Ле-Мана и Анжера, проти бретонського правителя Вароха. Після триденної битви, що тривала з перемінним успіхом, Варох погодився укласти мир з Хільперіком. Згідно з ним бретонці віддавали франкам місто Ванн та зобов'язувались щорічно виплачувати данину. Син Вароха перебував при Хильперикові як заручник.
Наступного року бретонці порушили угоду з Хільперіком та пограбували землі навколо Ренна. Проти них був направлений герцог Бепполен, котрий підкорив деякі регіони Бретані.

### Стосунки з Візантією
Хільперік направляв посланців до візантійського імператора Тиберія ІІ. У 581 році вони повернулись з подарунками від імператора. Про це посольство згадує і Павло Диякон.

## Особисті якості
Григорій Турський, не приховуючи відверто негативного ставлення до Хільперіка, називає його «Нероном та Іродом нашого часу», звинувачує у жадібності, підступності, самозакоханості та жорстокості.
Хільперік, як стверджував поет Венанцій Фортунат, був людиною освіченою та допитливою. Дійсно, він писав вірші, хоча ті й не дуже відповідали потрібним розмірам. Ввів до алфавіту чотири літери, що були перейняті в греків. Король навіть написав релігійний трактат, в якому в дусі єресі Савеллія стверджував про те, що Бог-Син і Святий Дух є не окремими особами Трійці,
а лише виявами Бога-Отця. Мав з приводу цього трактату дискусії з Григорієм Турським.

## Родина

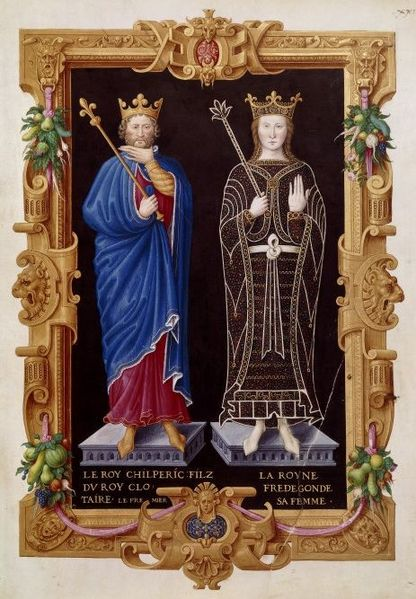
Хільперік ІІ та Фредегунда

Як і його батько, Хільперік був багатоженцем. Від першої дружини — Авдовери мав трьох синів: Теодеберта, Меровея і Хлодвіга. Пізніше, 566 року, оформив офіційний шлюб з Галсвінтою — старшою донькою короля вестготів Атанагільда — та отримав від неї великий посаг. Проте живучи з Галсвінтою, він не полишав зв'язок із колишньою дружиною Фредегундою, яка мала на нього великий вплив. Постійно маючи через це скандали з Галсвінтою, Хільперік наказав своєму слузі її задушити, що й було виконано у 568 році. Вже через декілька днів після вбивства Фредегунда стала його офіційною жінкою. Брати Хільперіка через цей ганебний вчинок хотіли вигнати його з королівства, проте не здійснили свій задум.
Фредегунда за всяку ціну намагалась знищити старших синів Хільперіка. Меровей був убитий за її наказом у 577 році, а Хлодвіг — у 580 році. Обидвох перед цим звинуватили в інтригах проти короля. Така ж доля спіткала і їхню матір — Авдоверу.
Проте нещастя постійно переслідувало й дітей Фредегунди. Її син Самсон помер 577 року у дворічному віці від дизентерії. У 580 році від цієї ж хвороби Хільперік втратив ще двох синів від Фредегунди. Нарешті у 584 році помер малолітній Теодоріх, також від дизентерії. Найменший син — Хлотар II — народився за декілька місяців до загибелі батька.
Рігунта — донька Хільперіка — була дружиною короля вестготів Рекареда (586–601 роки).

## Смерть

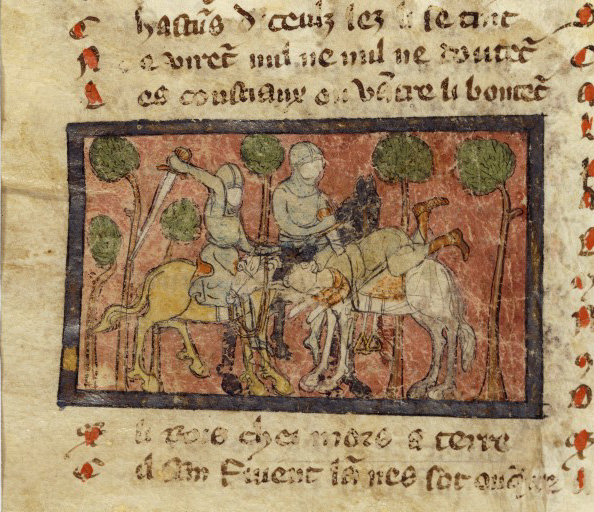
Вбивство Хільперіка І. Мініатюра 1314 р.

Восени 584 року Хільперік перебував на полюванні на віллі Шель поблизу Парижа. Після повернення, злазячи з коня, король був двічі поранений ножем найманим убивцею й одразу ж помер.
Анонімний автор «Книги історії франків» звинувачує в організації вбивства Фредегунду та її коханця — мажордома Ландеріха, яких викрив король. У злочині вони намагались звинуватити короля Австразії Хільдеберта ІІ.